# Бугарска на Светском првенству у атлетици на отвореном 2017.
Бугарска је учествовала на 16. Светском првенству у атлетици на отвореном 2017. одржаном у Лондону од 4. до 13. августа шеснаести пут, односно учествовала је на свим светским првенствима одржаним до данас. Репрезентацију Бугарске представљало је 8 атлетичара (4 мушкараца и 4 жене), који су се такмичили у 8 атлетских дисциплина (3 мушке и 5 женских),
Представници Бугарске нису освојили ниједну медаљу, а поправили су два лична рекорда и четири најбоља резултата сезоне.
У табели успешности према броју и пласману такмичара који су учествовали у финалним такмичењима (првих 8 такмичара)) Бугарска је са једним учесником у финалу делила 58. место са 2 бода.
| Плас. | Земља    | 1. место | 2. место | 3. место | 4. место | 5. место | 6. место | 7. место | 8. место | Бр. финал. | Бод. |
| ----- | -------- | -------- | -------- | -------- | -------- | -------- | -------- | -------- | -------- | ---------- | ---- |
| =58.  | Бугарска | 0        | 0        | 0        | 0        | 0        | 0        | 1        | 0        | 1          | 2    |

## Учесници
| Мушкарци: - Митко Ценов — 3.000 м препреке - Тихомит Иванов — Скок увис - Момчило Караилијев — Троскок - Георги Цонов — Троскок | Жене: - Ивет Лалова-Колио — 100 м, 200 м - Мирела Демирева — Скок увис - Габриела Петрова — Троскок - Радослава Мавродијева — Бацање кугле |

## Резултати

### Мушкарци
| Атлетичар          | Дисциплина       | Лични рекорд | Квалификаије | Квалификаије | Финале                | Финале       | Детаљи |
| Атлетичар          | Дисциплина       | Лични рекорд | Резултат     | Место        | Резултат              | Место        | Детаљи |
| ------------------ | ---------------- | ------------ | ------------ | ------------ | --------------------- | ------------ | ------ |
| Митко Ценов        | 3.000 м препреке | 8:20,87 НР   | 8:45,21      | 12. у гр. 2  | Није се квалификовао  | 37 / 38 (42) |        |
| Тихомит Иванов     | Скок увис        | 2,30         | 2,31 КВ, ЛР  | 3. у гр. А   | Без пласмана          | Без пласмана |        |
| Момчило Караилијев | троскок          | 17,41        | 16,57        | 10. у гр. Б  | Нису се квалификовали | 15 / 27 (28) |        |
| Георги Цонов       | троскок          | 17,03        | 16,53        | 8. у гр. А   | Нису се квалификовали | 18 / 27 (28) |        |

### Жене
| Атлетичарка           | Дисциплина   | Лични рекорд | Квалификаије | Квалификаије | Полуфинале            | Полуфинале   | Финале                | Финале       | Детаљи |
| Атлетичарка           | Дисциплина   | Лични рекорд | Резултат     | Место        | Резултат              | Место        | Резултат              | Место        | Детаљи |
| --------------------- | ------------ | ------------ | ------------ | ------------ | --------------------- | ------------ | --------------------- | ------------ | ------ |
| Ивет Лалова-Колио     | 100 м        | 10,77 НР     | 11,31 КВ     | 2. у гр. 3   | 11,25 ЛРС             | 7. у гр. 1   | Није се квалификовала | 19 / 46 (47) |        |
| Ивет Лалова-Колио     | 200 м        | 22,32        | 23,08 КВ     | 2. у гр. 3   | 22,96                 | 3. у гр. 1   | Није се квалификовала | 9 / 46 (49)  |        |
| Мирела Денирева       | скок увис    | 1,97         | 1,92 кв, ЛРС | 4. у гр. Б   |                       |              | 1,92 ЛРС              | 7 / 29 (30)  |        |
| Габријела Петрова     | троскок      | 14,66        | 13,92        | 7. у гр. А   | Нису се квалификовале | 17 / 26      |                       |              |        |
| Радослава Мавродијева | Бацање кугле | 18,67        | 16,99        | 10. у гр. А  | Нису се квалификовале | 21 / 30 (31) |                       |              |        |